# Crepidium fontinale
Crepidium fontinale är en orkidéart som beskrevs av David Lloyd Jones och Mark Alwin Clements. Crepidium fontinale ingår i släktet Crepidium, och familjen orkidéer.
Artens utbredningsområde är Northern Territory, Australien. Inga underarter finns listade i Catalogue of Life.